# IC 1314
IC 1314 — галактика типу *Cloud () у сузір'ї Лисичка.
Цей об'єкт міститься в оригінальній редакції індексного каталогу.